# Roager
Roager er en by i Sønderjylland med 336 indbyggere  (2024), beliggende 13 km nordøst for Skærbæk, 21 km nordvest for Toftlund, 11 km syd for Ribe og 43 km sydøst for Esbjerg. Byen hører til Esbjerg Kommune og ligger i Region Syddanmark. I 1970-2006 hørte byen til Ribe Kommune.
Roager hører til Roager Sogn. Roager Kirke ligger i den sydlige ende af området.

## Faciliteter
- Spandet/Roager Skole lå midt i Roager. Den var indviet i 1954 med om- og tilbygning i 1978. I 2008 blev der bygget idrætshal. Esbjerg Kommune lukkede skolen i 2011, hvor elevtallet var 84. Eleverne går nu i skole i Ribe.
- Paraplyen er en børnehave, som holder til i en nyere pavillon ved skolen og er normeret til 33 børn.
- Kvik 70 er den lokale idrætsforening for Spandet og Roager Sogne. Den benytter "Æ Hal", hvor mange indendørs aktiviteter finder sted, og klubhuset, der ligger tæt ved sportspladsen.[2]
- Roager Medborgerhus fra 2015 har plads til 40-50 personer i den lille sal og 148 i begge sale tilsammen. Der er et repos med billardbord, bordfodbold og airhockey. Og der er stativ til æresport og et hjerte, man kan låne og pynte.[3] Lokalarkivet har lokale i Medborgerhuset.
- Byen har en Brugs.

## Historie
I 1800-tallet var Roager to små landsbyer med 1½ km imellem. Kirken lå i Roager Kirkeby eller bare Kirkeby. Det danske målebordsblad efter 1920 viser at begge landsbyer havde en kro. Kirkeby havde skole, den nordlige landsby havde mølle og smedje, og mellem de to landsbyer lå et forsamlingshus.
I løbet af den sidste halvdel af 1900-tallet voksede de to landsbyer sammen omkring et parcelhuskvarter.

### Jernbanen
Roager fik i 1911 station på Haderslev Amts Jernbaners strækning Arnum-Skærbæk. Stationen lå tæt ved kirken. Arnum Station var et knudepunkt, hvorfra der var to forbindelser til Haderslev: over Gram eller Toftlund. I Skærbæk var der forbindelse med Ribe-Tønder Jernbane, som var statsbane.
Strækningen Arnum-Skærbæk blev nedlagt i 1937.

## Kendte personer
- Tommy Knudsen (1961-), speedwaykører